# Chandler Canterbury
Chandler Canterbury, född 15 december 1998 i Houston, Texas, är en amerikansk skådespelare.

## Filmografi (i urval)
- 2008 – Benjamin Buttons otroliga liv
- 2009 – Powder Blue
- 2009 – Knowing
- 2013 – The Host